# Gavray
Gavray est une ancienne commune française du département de la Manche et de la région Normandie, peuplée de 1 426 habitants, devenue le 1er janvier 2019 une commune déléguée au sein de la commune nouvelle de Gavray-sur-Sienne.

## Géographie

### Localisation
La commune est au sud-est du Coutançais. Son bourg est à 14 km au nord-ouest de Villedieu-les-Poêles, à 19 km au sud de Coutances, à 24 km au nord-est de Granville et à 33 km au sud-ouest de Saint-Lô.
Gavray est située au cœur de la vallée de la Sienne. La bourgade est nichée entre plusieurs collines dont l'une abrita le château ducal de Gavray. Le pont sur la Sienne, baptisé pont de la paix (en 2004), a été détruit ainsi que tout le quartier qui l'entoure pendant la Seconde Guerre mondiale.
| Lengronne       | Saint-Denis-le-Gast                   | La Baleine         |
| Ver             | Gavray                                | Sourdeval-les-Bois |
| Le Mesnil-Amand | Le Mesnil-Villeman, Le Mesnil-Garnier | Montaigu-les-Bois  |

## Toponymie
Le toponyme est attesté sous la forme génitive Wavreti en 1042,, Wavreium sans date,  Guabreum sans date, Guavreio en 1166, Wavray vers 1169, Gavretio (sans date), Wavreio en 1198, Gavreio en 1213.
Le nom de Gavray est un type toponymique qui repose sur un thème d'origine celtique, wob(e)ro / wab(e)ro, auquel on attribue généralement le sens de « terre boisée ou broussailleuse, terre inculte »,. Plus précisément, il s'agit d'un composé celtique qui se manifeste en gaulois sous les formes uobera, uoberno-, et dont le sens primitif est littéralement « sous-source », c'est-à-dire « source ou ruisseau caché [par un bois]; ruisseau encaissé ». Ce terme a pris par la suite le sens restreint de « bois, forêt, lieu boisé ».
Selon Albert Dauzat et Charles Rostaing, il pourrait être issu du gaulois *vobero, « ruisseau souterrain », « alluvion ».
René Lepelley reprend la proposition de François de Beaurepaire qui croit reconnaître un prélatin vabr / wabr évoquant la forêt et dont les application sont nombreuses dans la toponymie française (cf. Vabre),.
Le gentilé est Gavrayen.

## Histoire

### Protohistoire
Guy le Hallé signale, à 4 500 mètres le camp antique de Castel Ogi. Une rue de Gavray en porte le nom.

### Antiquité
En 1874, le professeur Clermont Clouet découvrit à un kilomètre du bourg un camp romain dit le camp de Sabinus.

### Moyen Âge

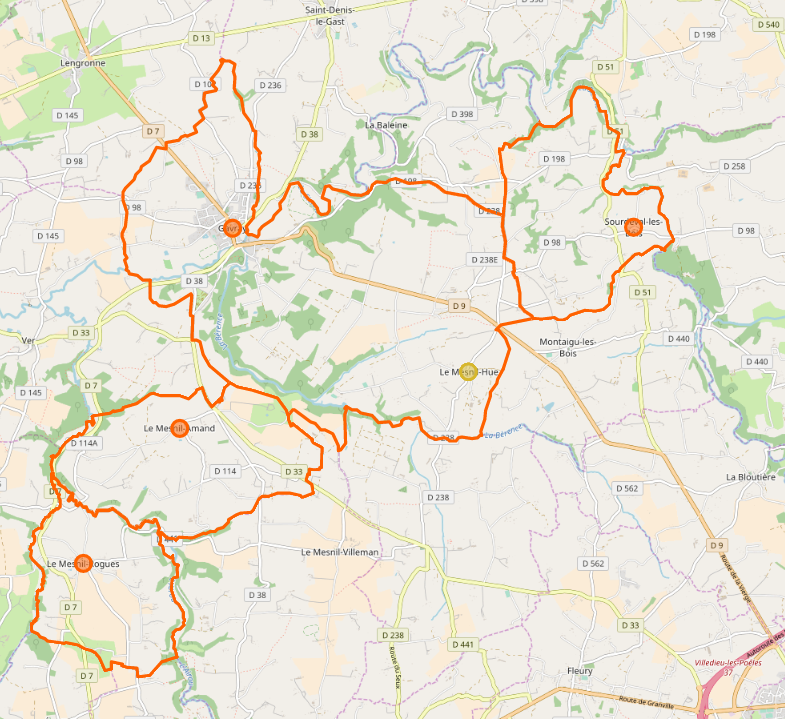
Projet de la commune nouvelle autour de Gavray.

Richard Cœur de Lion possédait trois foires annuelles : celle d'octobre — la Saint-Luc — est resté très active.
Blanche de Bourgogne (1296-1326) épouse de Charles IV, convaincue d'adultère, fut enfermée en 1326 au château de Gavray, après quatre ans à château Gaillard, puis à l'abbaye de Maubuisson où elle meurt. Au début de la guerre de Cent Ans la place est navarraise.
En 1449, l'armée royale de Charles VII reprend la ville aux mains des Anglais au bout de cinq jours.
Le 29 novembre 1463, Louis XI désintéresse les moines du Mont-Saint-Michel, barons de Saint-Pair, de tous les droits que les religieux pouvaient avoir à Granville sur le roc, jusqu'à la rivière du Bosc, en échange des droits qu'il a sur les moulins de Pontorson et de Gavray.

### Temps modernes
Louis XIV avait engagé le domaine et vicomté de Gavray au comte de Toulouse, Louis-Alexandre de Bourbon,.

### Révolution française et Empire
La commune de Gavray-Village fut créée en 1790 à partir d'un hameau de la paroisse de Gavray distinct du bourg et ayant un rôle d'imposition séparé. L'existence fut courte car elle sera de nouveau intégré en 1795 (an III). Par la même occasion, Gavray (1 452 habitants en 1793) absorbe Saint-André-du-Valjouais (117 habitants) au nord de son territoire.

### Époque contemporaine
En 1973, Gavray (1 136 habitants en 1968) absorbe Le Mesnil-Bonant (99 habitants), à l'est du territoire, et Le Mesnil-Hue (103 habitants), au sud-est, qui gardent le statut de communes associées. Pour Le Mesnil-Bonant, la fusion devient totale en 1988. Pour Le Mesnil-Hue, la fusion devient totale lors de la création de Gavray-sur-Sienne en 2019.
En avril 2018, le maire du Mesnil-Amand relance un projet de communes nouvelles vers l'ensemble des communes de l'ancien canton de Gavray et un mois après, cinq communes décident d'élaborer la charte de fonctionnement de la commune nouvelle rassemblant Gavray, Le Mesnil-Amand, Le Mesnil-Rogues, Sourdeval-les-Bois et La Baleine. La commune nouvelle de Gavray-sur-Sienne est alors créée par fusion de Gavray, Le Mesnil-Amand, Le Mesnil-Rogues et Sourdeval-les-Bois le 1er janvier 2019 par arrêté préfectoral du 12 décembre 2018.

## Politique et administration

### Liste des maires
| Période                                                                             | Période       | Identité                | Étiquette      | Qualité                           |
| ----------------------------------------------------------------------------------- | ------------- | ----------------------- | -------------- | --------------------------------- |
| 1790                                                                                | 1793          | Jean Guichard           |                |                                   |
| v. 1793                                                                             |               | Jean-Baptiste Gritton   |                |                                   |
| v. 1792                                                                             | 1795          | Jacques Durville        |                | Maire de Gavray-village           |
| v. 1792                                                                             | 1795          | Thomas Le Balnois       |                | Maire de Saint-André-de-Valjouais |
|                                                                                     | v. 1794       | Jacques Lecervoisier    |                |                                   |
| 1795                                                                                | 1797          | Julien Lemoyne          |                |                                   |
| 1797                                                                                | 1797          | Jean-François Perrotte  |                |                                   |
| 1797                                                                                | v. 1798       | Jean-Pierre Lefranc     |                |                                   |
| v. 1798                                                                             | 1798          | Louis Mardelé           |                |                                   |
| 1798                                                                                | 1799          | Jean-François Perrotte  |                |                                   |
| 1799                                                                                | 1801          | Jacques-M Le Cervoisier |                |                                   |
| 1801                                                                                | 1830          | Jean-François Perrotte  |                |                                   |
| 1830                                                                                | 1851          | Adolphe Lefébure        |                |                                   |
| 1851                                                                                | 1878          | J.-E Lefebvre-Gosset    |                |                                   |
| 1878                                                                                | 1884          | Alexis Groud            |                |                                   |
| 1884                                                                                | 1892          | Frédéric Gritton        |                |                                   |
| 1892                                                                                | 1895          | Albert Durville         |                |                                   |
| 1895                                                                                | 1919          | Constant Fauvel         |                |                                   |
| 1919                                                                                | 1933          | Timothée Lemoine        |                |                                   |
| 1933                                                                                | 1935          | Léon Néel               |                |                                   |
| 1935                                                                                | 1945          | Timothée Lemoine        |                |                                   |
| 1945                                                                                | 1959          | Raoul Canuet            |                |                                   |
| 1959                                                                                | 1961          | André Bohuon            |                |                                   |
| 1961                                                                                | 1980          | Roland Vaudatin         |                |                                   |
| 1980                                                                                | 1995          | André Le Roux           |                |                                   |
| 1995                                                                                | décembre 2018 | Guy Nicolle             | MoDem puis UDI | Ancien conseiller général         |
| Une partie des données est issue d'une liste établie par Jean Pouëssel et la mairie |               |                         |                |                                   |

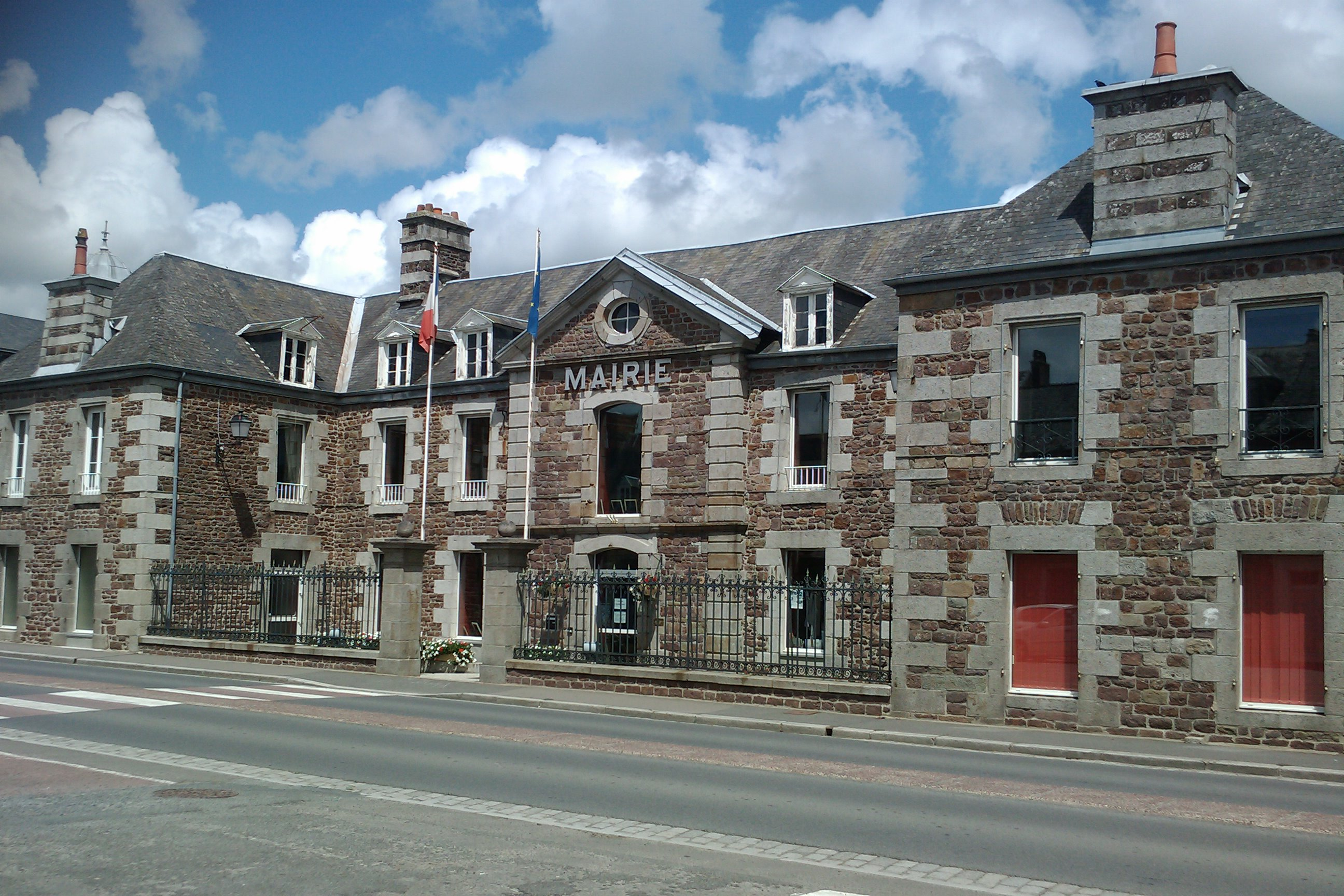
La mairie.

Le conseil municipal est composé de quinze membres dont le maire et trois adjoints. L'un des conseillers est maire délégué de la commune associée du Mesnil-Hue.
| Période                                  | Période  | Identité    | Étiquette | Qualité  |
| ---------------------------------------- | -------- | ----------- | --------- | -------- |
| janvier 2019                             | En cours | Guy Nicolle | UDI       | Retraité |
| Les données manquantes sont à compléter. |          |             |           |          |

### Jumelages
La commune est jumelée avec Launton (comté de l'Oxfordshire), commune anglaise proche d'Oxford (voir l'article en anglais).

## Population et société

### Démographie
L'évolution du nombre d'habitants est connue à travers les recensements de la population effectués dans la commune depuis 1793. À partir du 1er janvier 2009, les populations légales des communes sont publiées annuellement dans le cadre d'un recensement qui repose désormais sur une collecte d'information annuelle, concernant successivement tous les territoires communaux au cours d'une période de cinq ans. 
Pour les communes de moins de 10 000 habitants, une enquête de recensement portant sur toute la population est réalisée tous les cinq ans, les populations légales des années intermédiaires étant quant à elles estimées par interpolation ou extrapolation. Pour la commune, le premier recensement exhaustif entrant dans le cadre du nouveau dispositif a été réalisé en 2007,.
En 2021, la commune comptait 1 426 habitants, en évolution de −2,46 % par rapport à 2015 (Manche : +0,44 %, France hors Mayotte : +2,49 %). 
Gavray a compté jusqu'à 2 127 habitants en 1836.
| 1793  | 1800  | 1806  | 1821  | 1831  | 1836  | 1841  | 1846  | 1851  |
| ----- | ----- | ----- | ----- | ----- | ----- | ----- | ----- | ----- |
| 1 452 | 1 823 | 1 655 | 1 566 | 1 838 | 2 127 | 2 014 | 2 035 | 1 970 |

| 1856  | 1861  | 1866  | 1872  | 1876  | 1881  | 1886  | 1891  | 1896  |
| ----- | ----- | ----- | ----- | ----- | ----- | ----- | ----- | ----- |
| 1 907 | 1 821 | 1 804 | 1 655 | 1 685 | 1 549 | 1 476 | 1 425 | 1 340 |

| 1901  | 1906  | 1911  | 1921  | 1926  | 1931  | 1936  | 1946  | 1954  |
| ----- | ----- | ----- | ----- | ----- | ----- | ----- | ----- | ----- |
| 1 270 | 1 263 | 1 382 | 1 191 | 1 214 | 1 195 | 1 218 | 1 188 | 1 103 |

| 1962  | 1968  | 1975  | 1982  | 1990  | 1999  | 2006  | 2011  | 2016  |
| ----- | ----- | ----- | ----- | ----- | ----- | ----- | ----- | ----- |
| 1 180 | 1 146 | 1 387 | 1 419 | 1 452 | 1 480 | 1 369 | 1 421 | 1 447 |

| 2019  | - | - | - | - | - | - | - | - |
| ----- | - | - | - | - | - | - | - | - |
| 1 423 | - | - | - | - | - | - | - | - |

| 1793 | 1800 | 1806 | 1821 | 1831 | 1836 | 1841 | 1846 | 1851 |
| ---- | ---- | ---- | ---- | ---- | ---- | ---- | ---- | ---- |
| 430  | 484  | 472  | 388  | 448  | 500  | 433  | 409  | 415  |

| 1856 | 1861 | 1866 | 1872 | 1876 | 1881 | 1886 | 1891 | 1896 |
| ---- | ---- | ---- | ---- | ---- | ---- | ---- | ---- | ---- |
| 363  | 357  | 356  | 306  | 274  | 252  | 235  | 200  | 177  |

| 1901 | 1906 | 1911 | 1921 | 1926 | 1931 | 1936 | 1946 | 1954 |
| ---- | ---- | ---- | ---- | ---- | ---- | ---- | ---- | ---- |
| 201  | 176  | 178  | 146  | 152  | 169  | 170  | 140  | 153  |

| 1962 | 1968 | - | - | - | - | - | - | - |
| ---- | ---- | - | - | - | - | - | - | - |
| 147  | 99   | - | - | - | - | - | - | - |

| 1793 | 1800 | 1806 | 1821 | 1831 | 1836 | 1841 | 1846 | 1851 |
| ---- | ---- | ---- | ---- | ---- | ---- | ---- | ---- | ---- |
| 495  | 393  | 441  | 417  | 404  | 370  | 382  | 342  | 333  |

| 1856 | 1861 | 1866 | 1872 | 1876 | 1881 | 1886 | 1891 | 1896 |
| ---- | ---- | ---- | ---- | ---- | ---- | ---- | ---- | ---- |
| 323  | 291  | 301  | 261  | 259  | 245  | 216  | 199  | 178  |

| 1901 | 1906 | 1911 | 1921 | 1926 | 1931 | 1936 | 1946 | 1954 |
| ---- | ---- | ---- | ---- | ---- | ---- | ---- | ---- | ---- |
| 175  | 162  | 157  | 129  | 151  | 154  | 152  | 135  | 135  |

| 1962 | 1968 | - | - | - | - | - | - | - |
| ---- | ---- | - | - | - | - | - | - | - |
| 115  | 103  | - | - | - | - | - | - | - |

### Manifestations culturelles et festivités
- Foire millénaire durant trois jours (vendredi, samedi et dimanche) : la foire Saint-Luc.
  - Le vendredi du 3e week-end d'octobre : foire aux chevaux, des centaines de vendeurs et d'acheteurs de chevaux, ânes, poneys... arrivent pour ce rassemblement. Parallèlement, foire aux animaux domestiques, foire gastronomique (de nombreux tentiers, rôtisseurs sont présents), déballeurs, foire à la citrouille et fête foraine.
  - Le samedi, vide-greniers, fête foraine, foire gastronomique, foire à la citrouille se poursuivent jusqu'au dimanche où la foire bat son plein avec toute la population alentour qui se déplace, se retrouve sous une large tente à déguster l'agneau, les saucisses à l'oignon et le cidre doux.

### Sports et loisirs
L'Union sportive gavrayenne fait évoluer une équipe féminine de football en ligue de Basse-Normandie et deux équipes masculines en divisions de district.

## Économie
Plusieurs commerces se côtoient à Gavray : bars, fleuristes, banques, assureurs, coiffeurs, boulangeries, boucherie, garagiste. La grande distribution y présente de petites antennes du type 8 à Huit et Marché U.

## Culture locale et patrimoine

### Lieux et monuments
- Vestiges du château ducal de Gavray du XIe siècle. Fortifié par Henri Ier, il fut l'un des plus puissants de la région, à la croisée des chemins venant de Coutances et de Caen vers Avranches et le mont Saint-Michel. Qualifié par Froissart (1337-1404) de plus beau château de Normandie, il joua un rôle important pendant la guerre de Cent Ans, puis déclina jusqu'au XVIIe siècle[11]. Ancien siège de la vicomté de Gavray, il n'en subsiste que les fondations, quelque peu réaménagées.
- Église Sainte-Trinité des XIXe – XXe siècles. La paroisse de Gavray fut donnée à l'évêché de Bayeux par celui de Coutances. Elle est aujourd'hui revenue à ce dernier. L'église, non achevée (il lui manque sa flèche et son orgue), présente un ensemble de vitraux, dont ceux du chœur. La chaire mesure plus de huit mètres de haut. Endommagée en 1944, l'église a été restaurée par l'architecte Cochepain, elle abrite une verrière (XXe) de Mauméjean, bas-relief du XVIIe, peintures murales du XXe de Rocher du Gérigné.
- Chapelle des Fieffes.
- Manoir et chapelle Saint-Jean-Baptiste des XIIe – XVIIe siècles.
- Manoir du Valjoie des XVIe – XIXe siècles.
- Église Saint-Étienne du Mesnil-Hue, du XVIIe siècle avec tour porche et voûte Lambrissée
- Église Saint-Jean-Baptiste du Mesnil-Bonant, du XVIIe siècle.
- Église à la Relierie.
- Croix de chemin en granit vers le Mesnil-Garnier.
- Mairie de la fin du XVIIIe siècle[30].
- Vallées de la Sienne et de la Bérence. De nombreux sentiers passent à Gavray et aux alentours, ils sont généralement praticables à pied, en VTT et à cheval.
- Parc éolien de Gavray (2 000 kw/h).

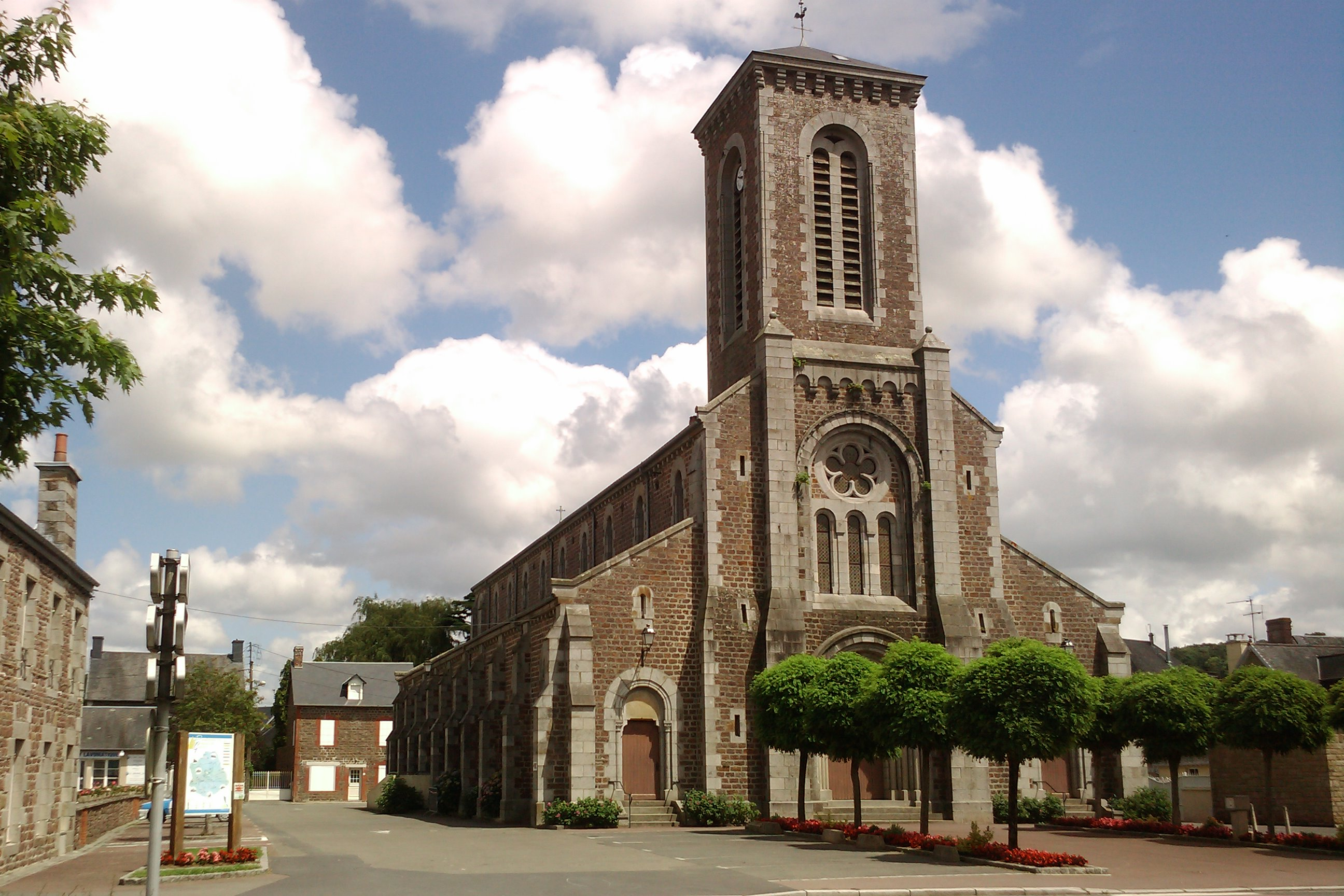
L'église Sainte-Trinité.
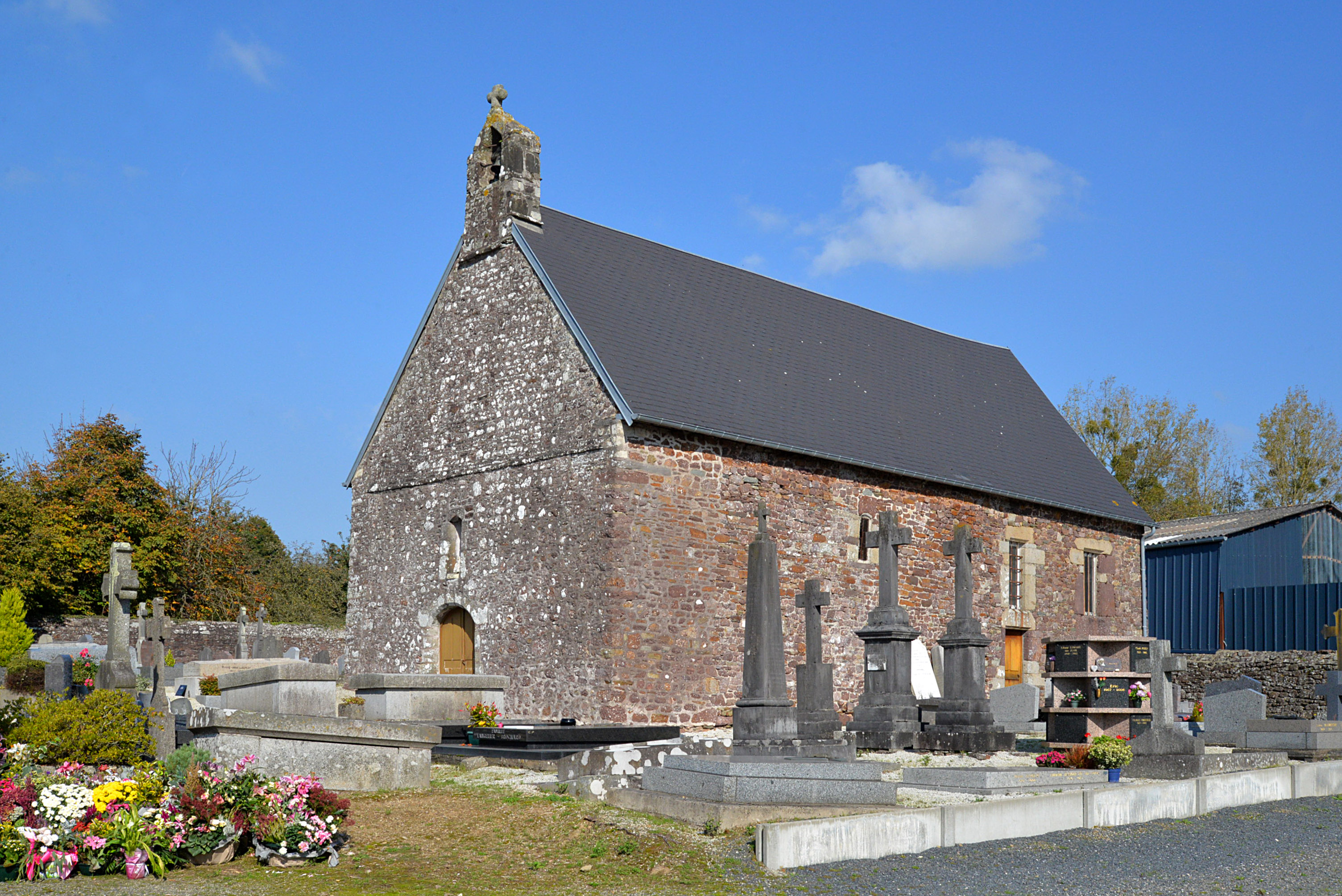
La chapelle Saint-Jean-Baptiste.
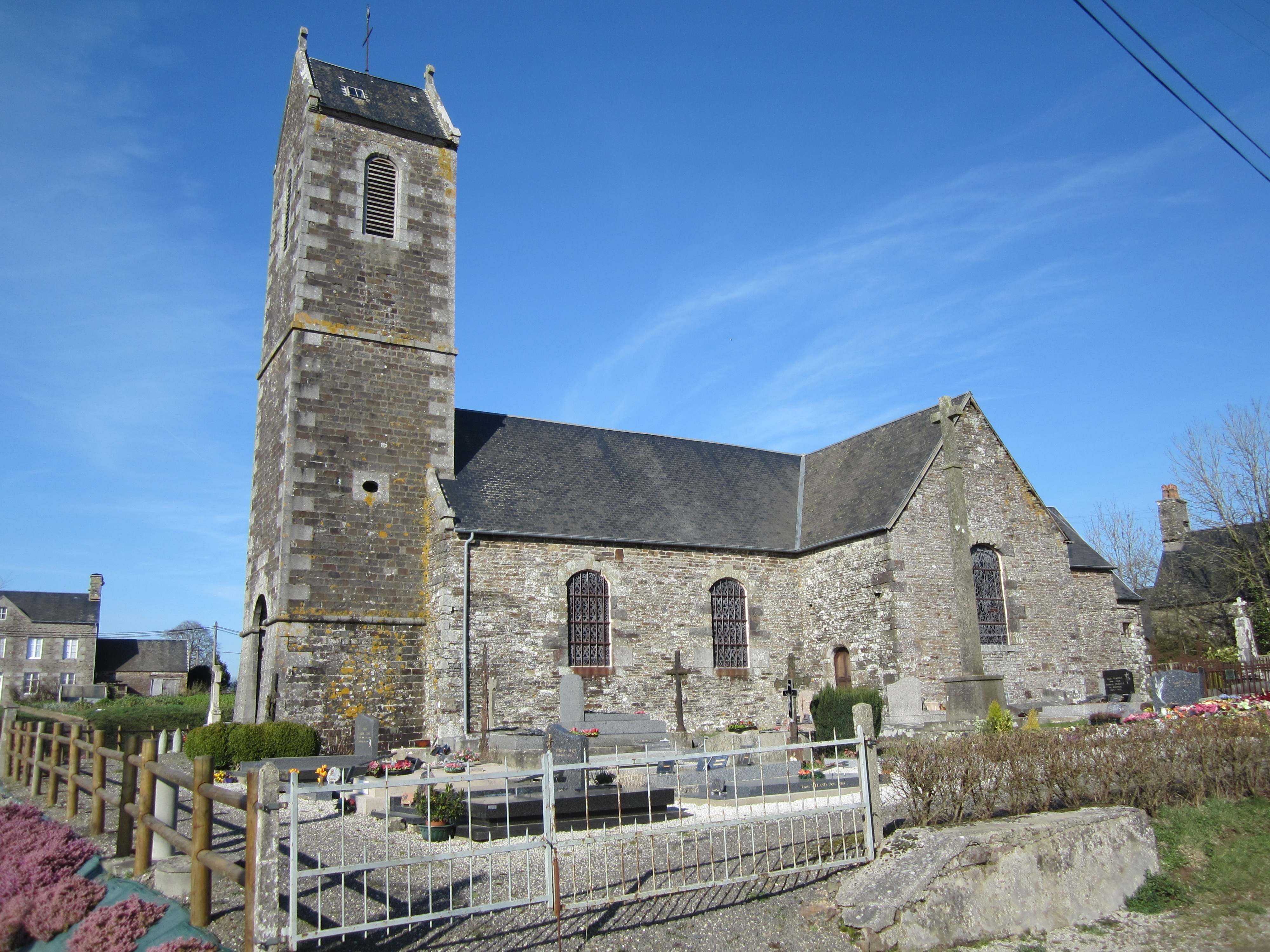
L'église Saint-Étienne. Le Mesnil-Hue.
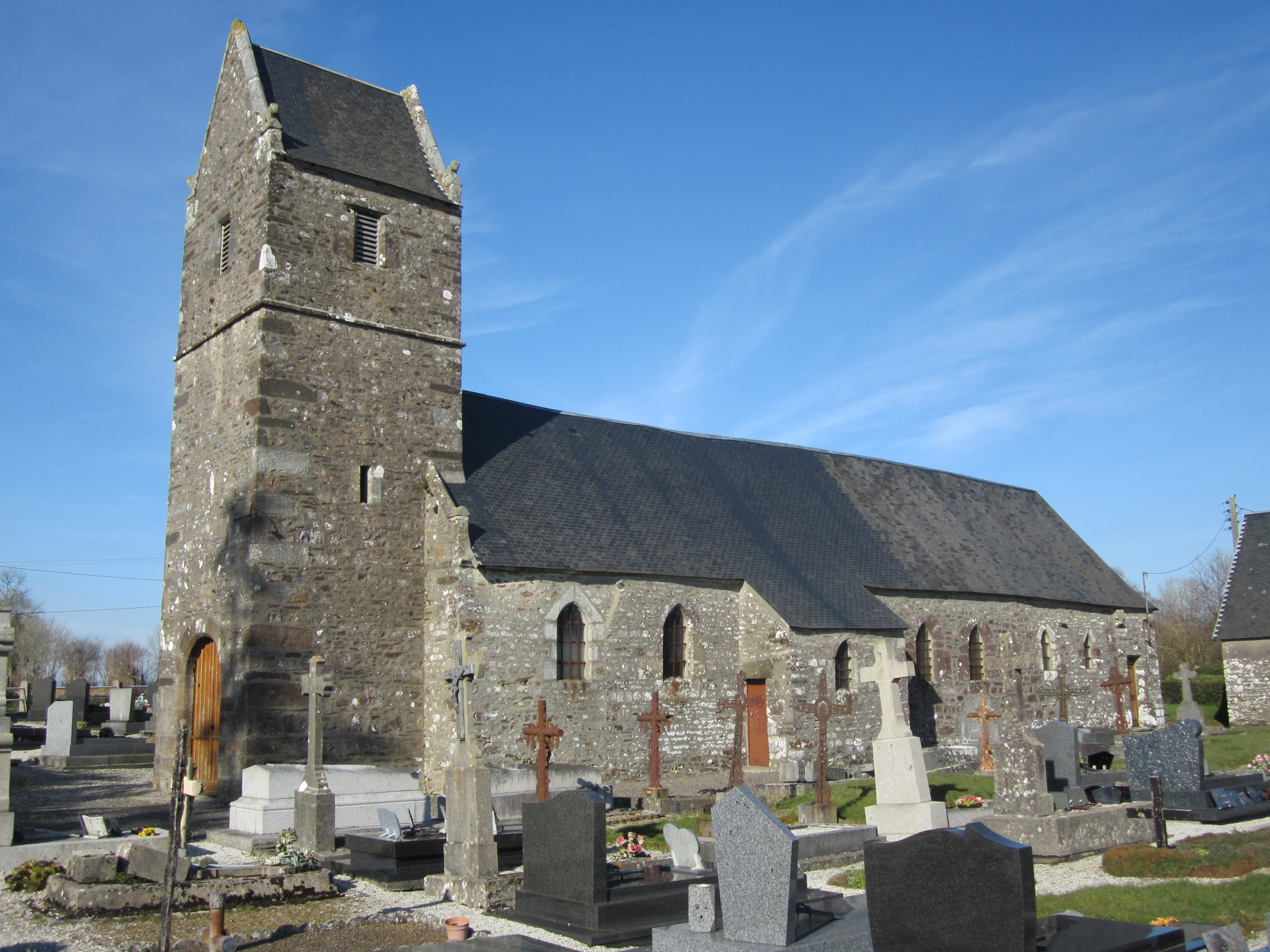
L'église Saint-Jean-Baptiste. Le Mesnil-Bonant.

### Personnalités liées à la commune
- Armand-Emmanuel Lebailly (Gavray, 1838 - Paris, 1864), poète et littérateur romantique, auteur de deux recueils de poésies Italia mia et Les chants du Capitole, d'un roman Maria Grazia, d'une étude sur Hégésippe Moreau et d'une biographie de Mme de Lamartine. Il est enterré à Gavray où une rue porte son nom.
- Roland Vaudatin (1910-1979), ancien maire et conseiller général ayant donné son nom au collège.
- Bernard Beck (Gavray, 1914 - 2009), premier président de la Cour des comptes (1978-1982) et maire de Granville (1990-1994).